# Polypedilum palauense
Polypedilum palauense är en tvåvingeart som beskrevs av Tokunaga 1964. Polypedilum palauense ingår i släktet Polypedilum och familjen fjädermyggor. Inga underarter finns listade i Catalogue of Life.